# Льянера
Льянера (ісп. Llanera) — муніципалітет в Іспанії, у складі автономної спільноти Астурія. Населення — 13 776 осіб (2009).
Муніципалітет розташований на відстані близько 390 км на північний захід від Мадрида, 13 км на північний захід від Ов'єдо.
Муніципалітет складається з таких паррокій: Аблес, Арлос, Боньєльєс, Кайєс, Ферроньєс, Луго-де-Льянера, Прувія, Рондьєлья, Сан-Кукуфате-де-Льянера, Санта-Крус-де-Льянера, Вільярдевейо.

## Демографія
Динаміка населення (INE ):

## Галерея зображень

Розташування муніципалітету
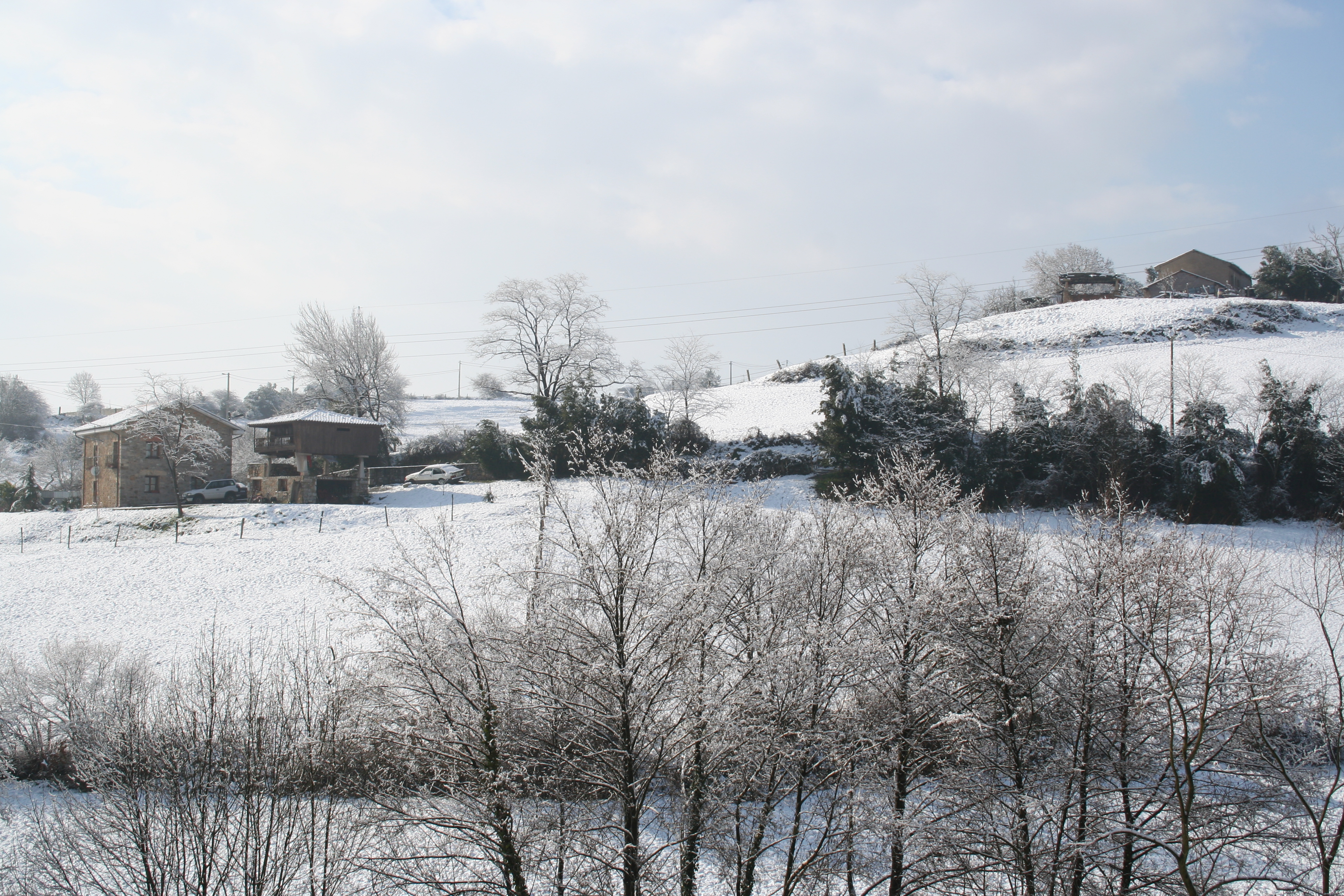
Гора Льянера
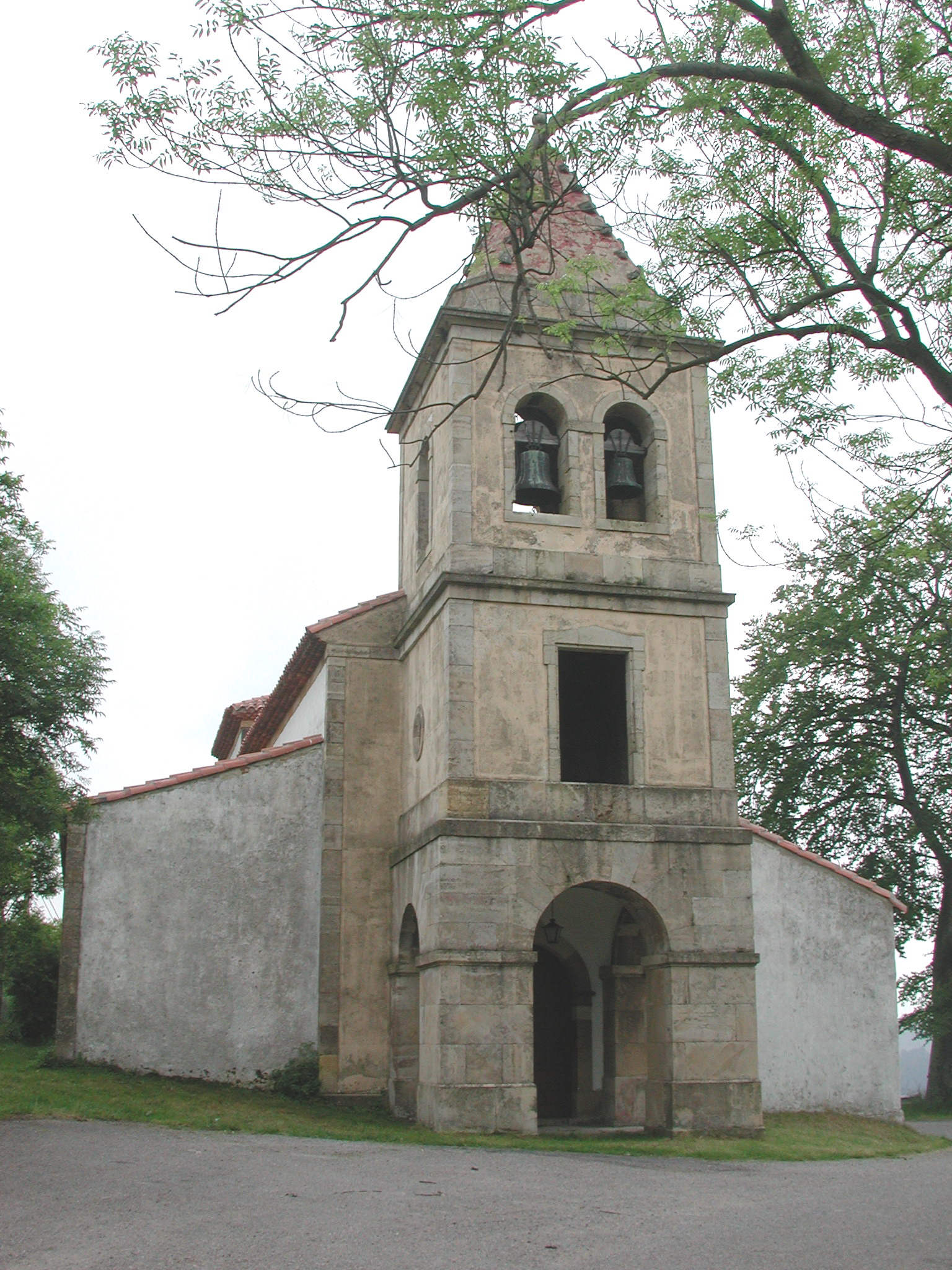
Парафіяльна церква Сан-Мігель-де-Вільярдевейо